# 圣女日南斐法山路

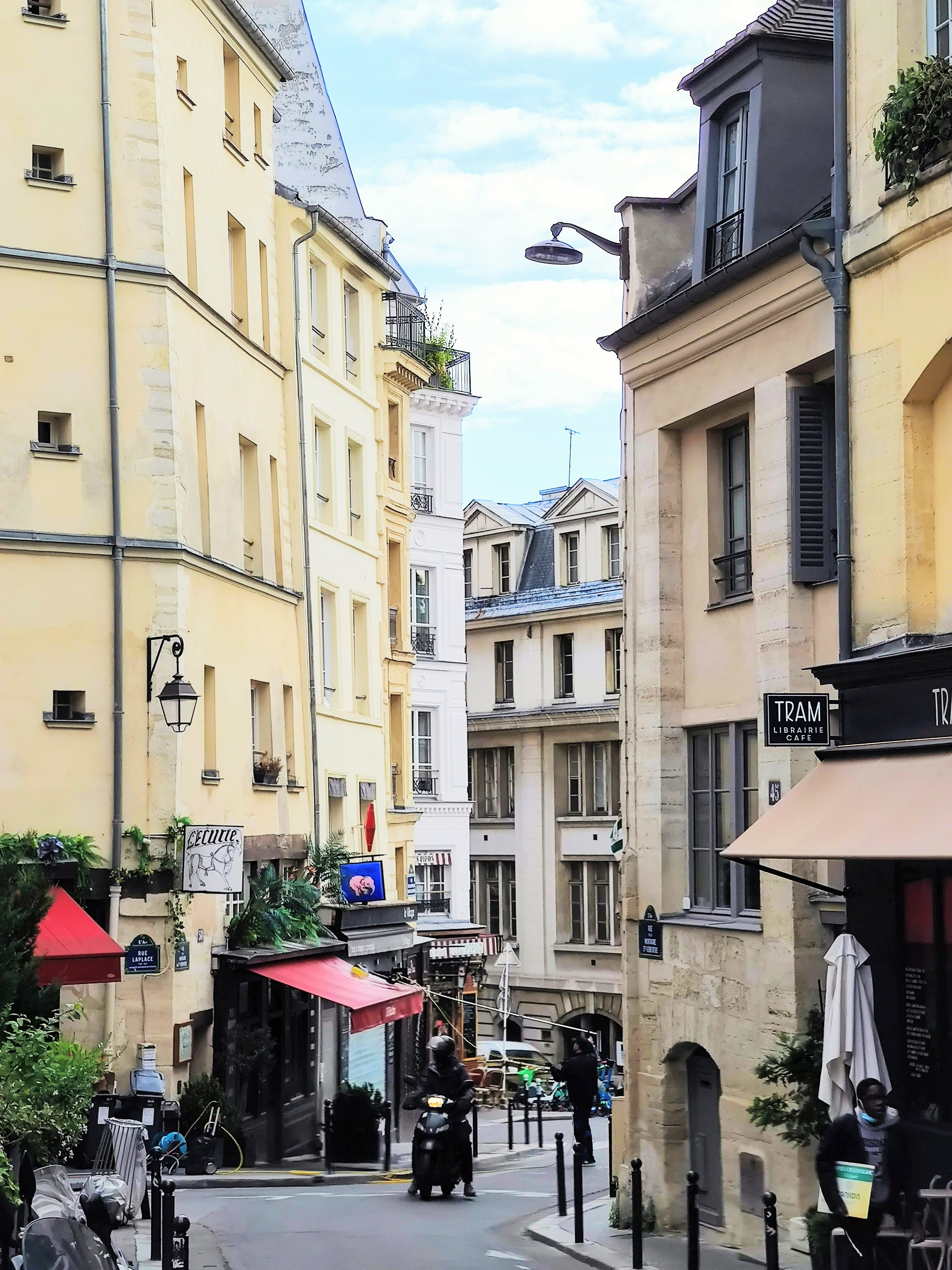

圣女日南斐法山路（Rue de la Montagne-Sainte-Geneviève）是巴黎第五区的一条街道，位于圣女日南斐法山。 

## 位置
圣女日南斐法山路始于蒙日路（rue Monge）2号和圣日耳曼大道47 bis，止于圣斯德望路（Rue Saint-Étienne-du-Mont）18号和圣女日南斐法广场（place Sainte-Geneviève）2号。长345米，宽23米。

## 名称
该路得名于圣女日南斐法山以及聖女日南斐法修道院。

## 历史

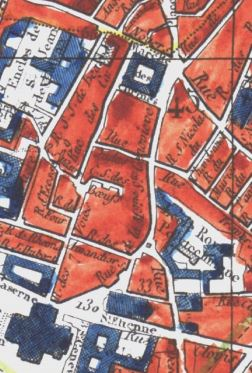
1839年
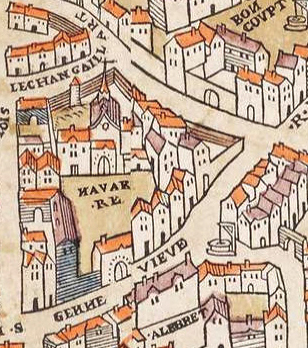
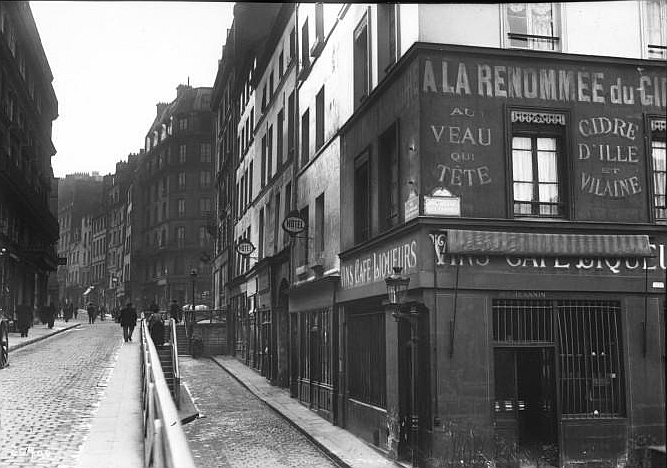
1913.
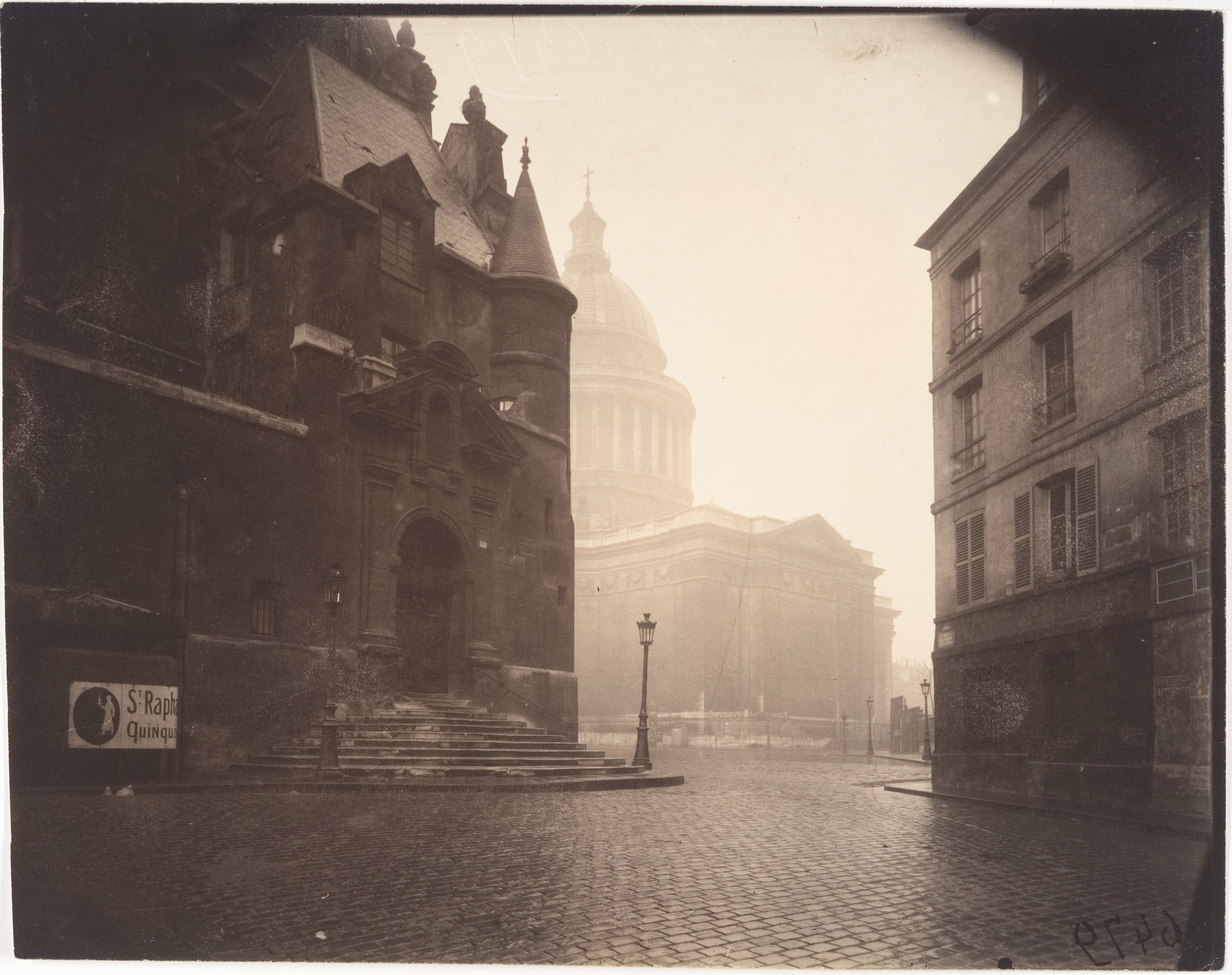
1924

圣女日南斐法山路开辟于13世纪。

## 建筑

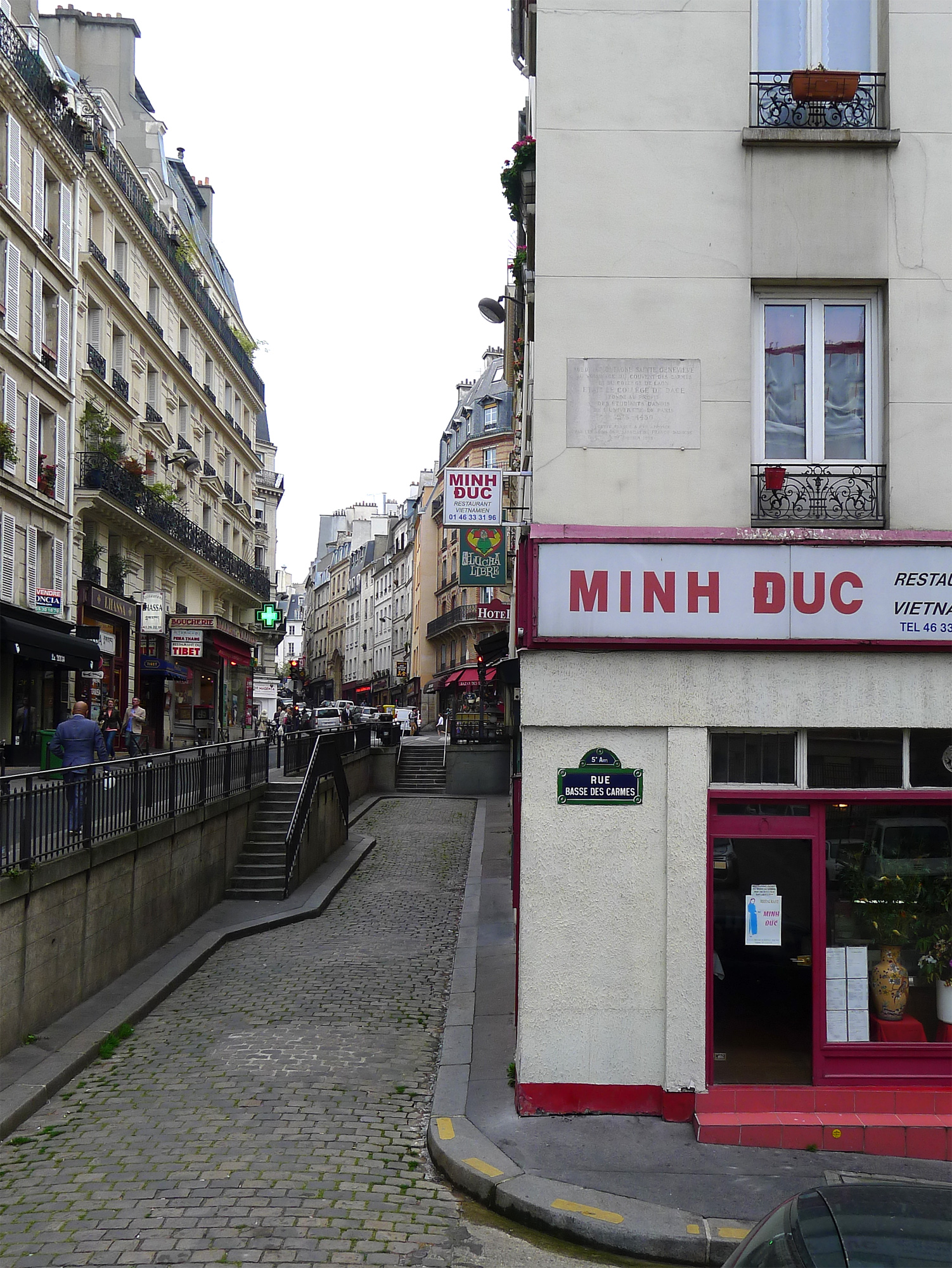
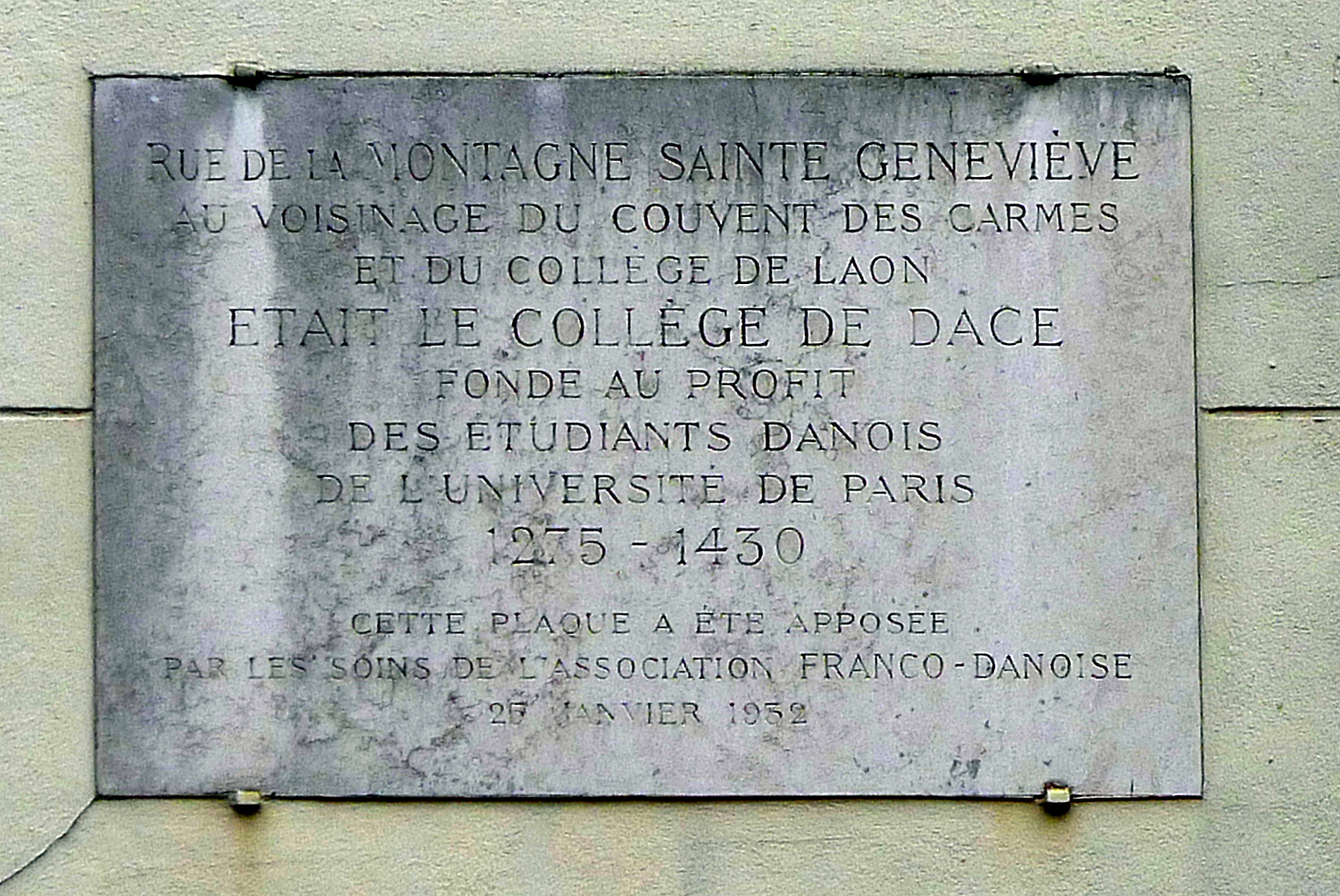
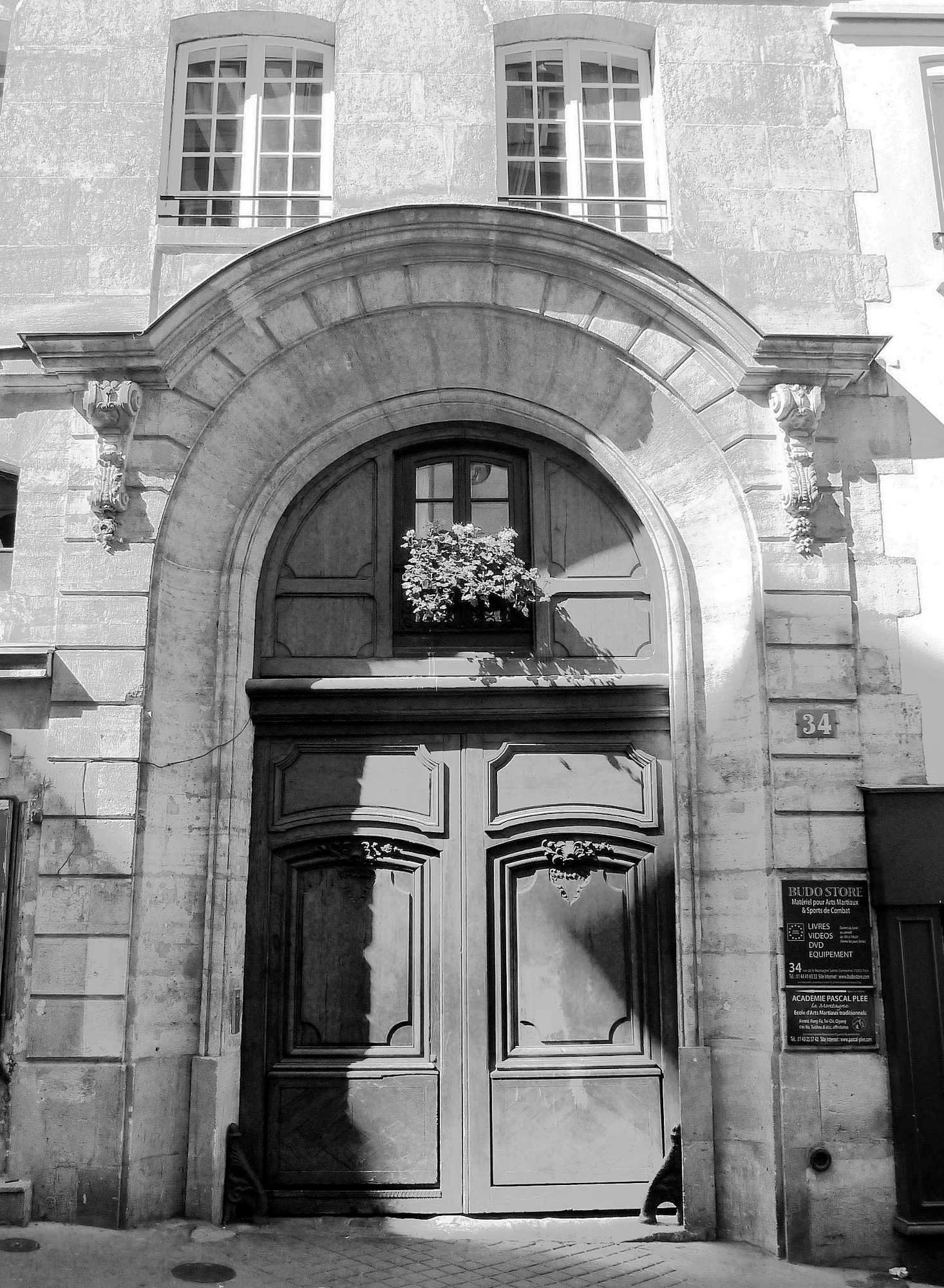
34号
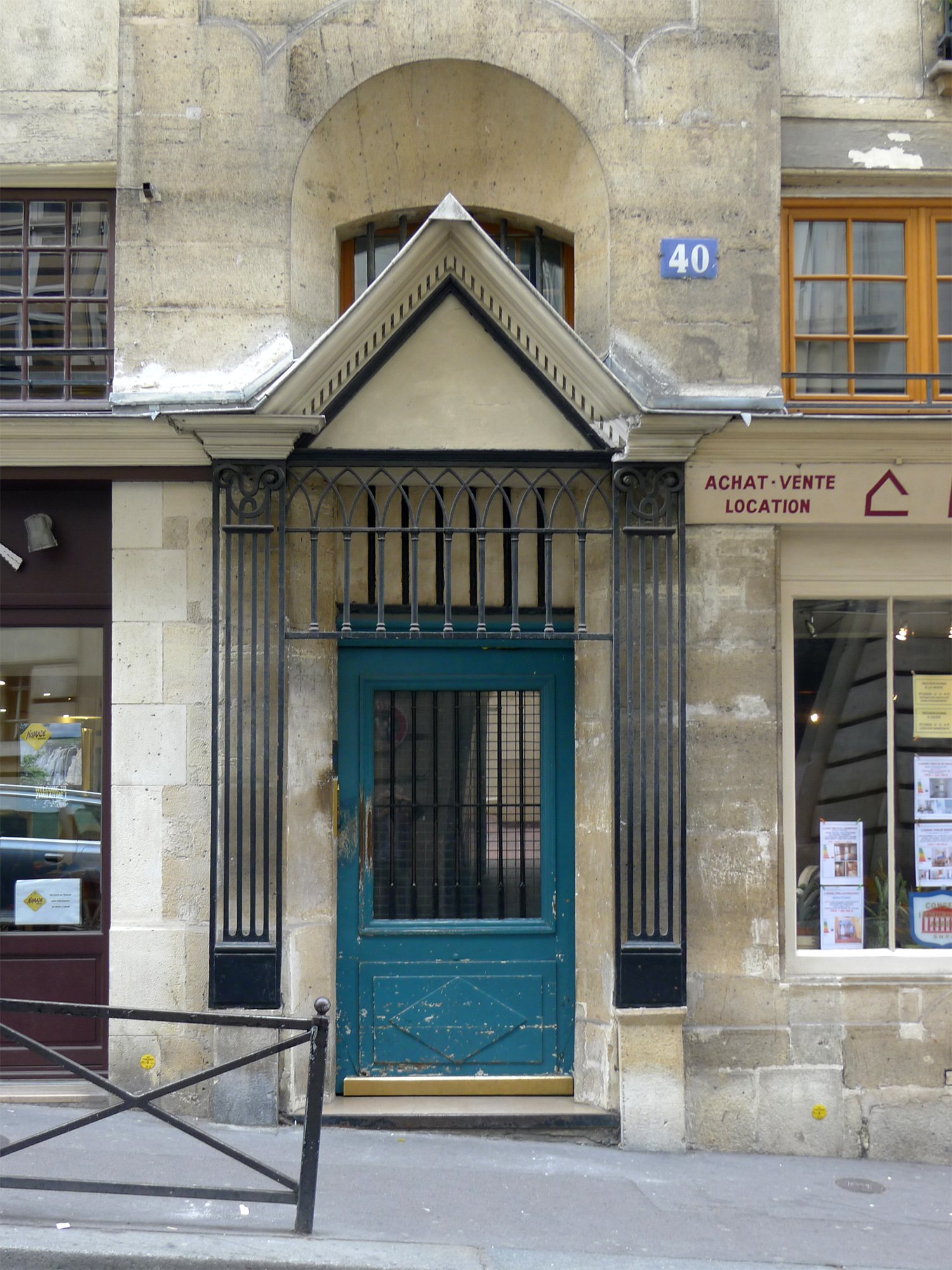
40号
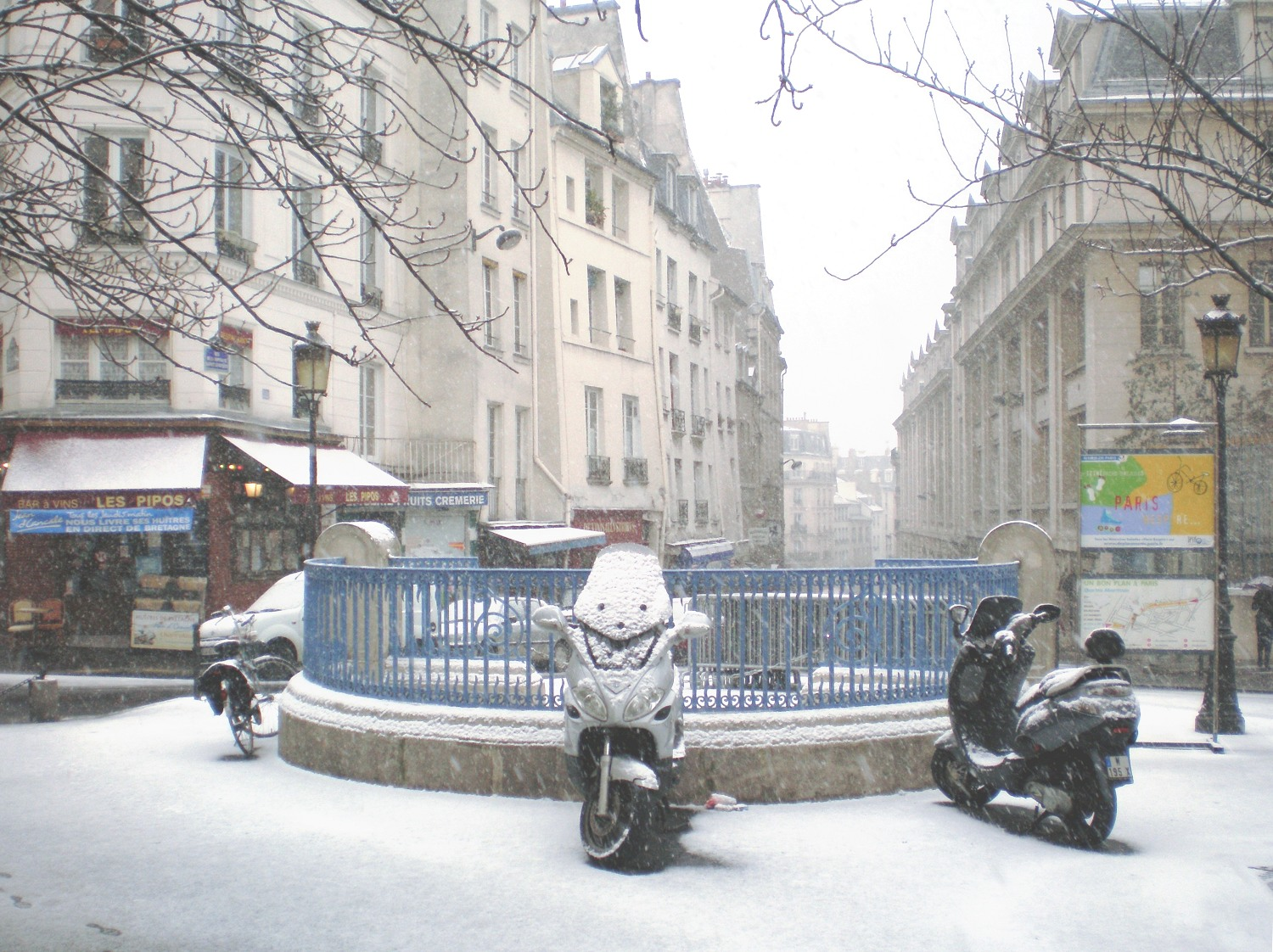
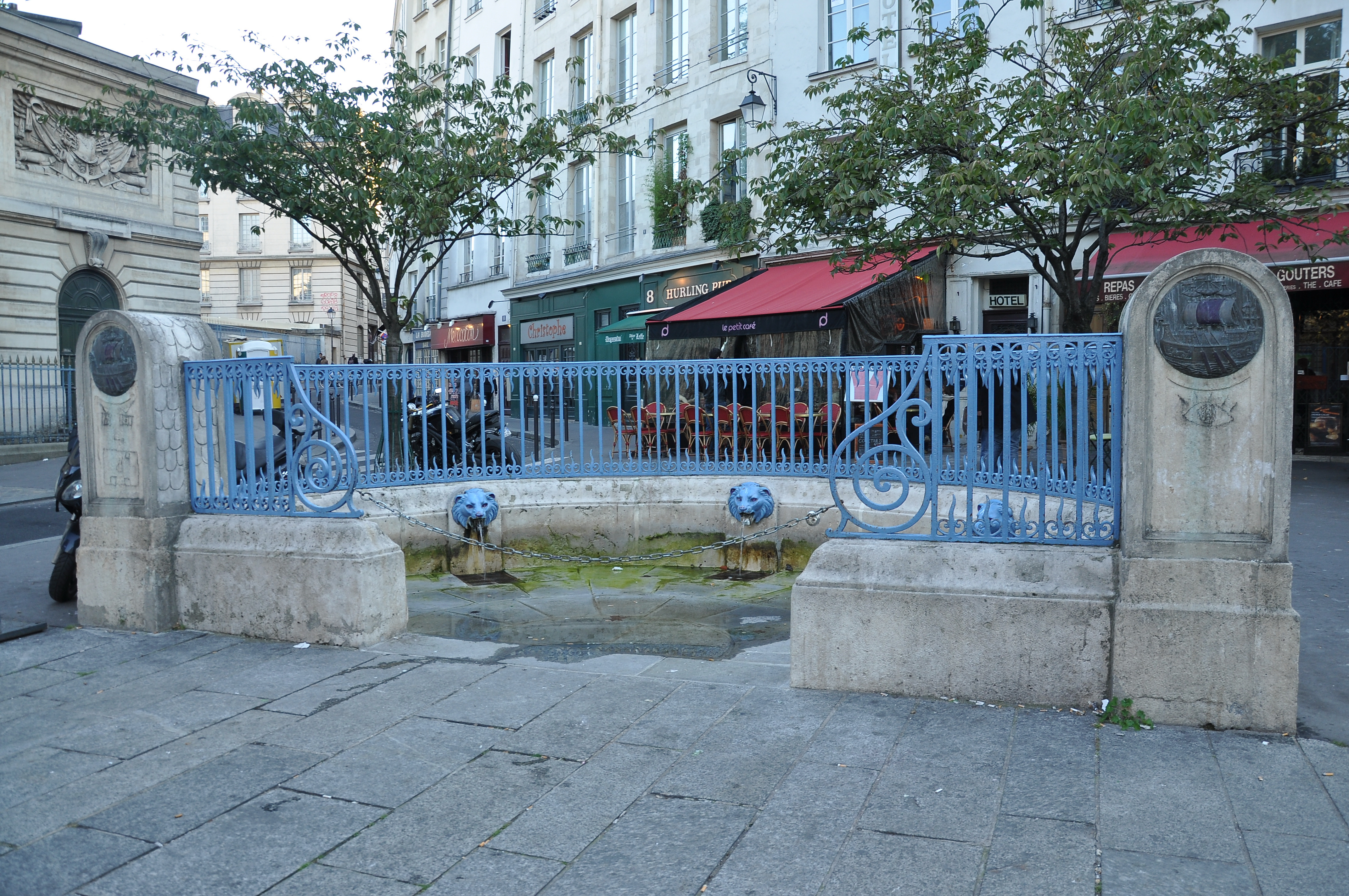